# Les Cars
Pour les articles homonymes, voir Cars.
Les Cars sont une commune française située dans le département de la Haute-Vienne, en région Nouvelle-Aquitaine.

## Géographie

### Localisation

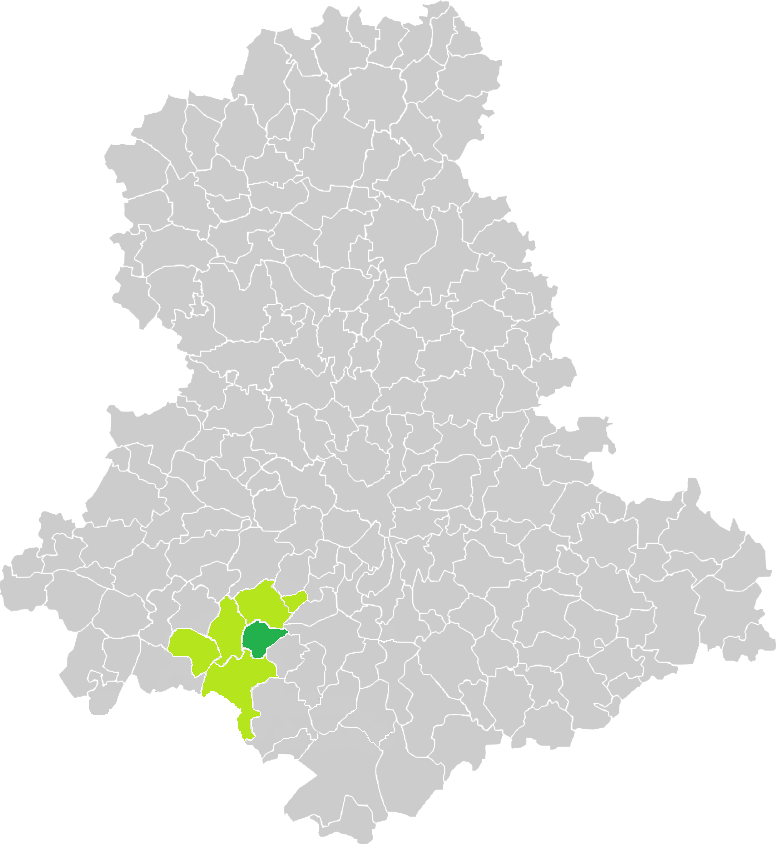
Situation de la commune des Cars en Haute-Vienne.

La commune est intégrée au parc naturel régional Périgord-Limousin.
Située en plein pays des Feuillardiers, la forêt est constituée principalement de châtaigniers. On peut y voir la restauration du château actuellement en ruine, l'antenne des Cars (relais) et un parc à daims.

### Communes limitrophes
|        | Flavignac       |                 |
| Pageas | des Cars        | Rilhac-Lastours |
|        | Bussière-Galant |                 |

### Hydrographie
La source de la Dronne, un sous-affluent de la Dordogne par l'Isle, se trouve dans la commune, qui est également drainée par le Ruisseau de Bosmarèche, l'Arthonnet et d'autres ruisseaux.
Plusieurs étangs et pièces d'eau se trouvent sur le territoire communal

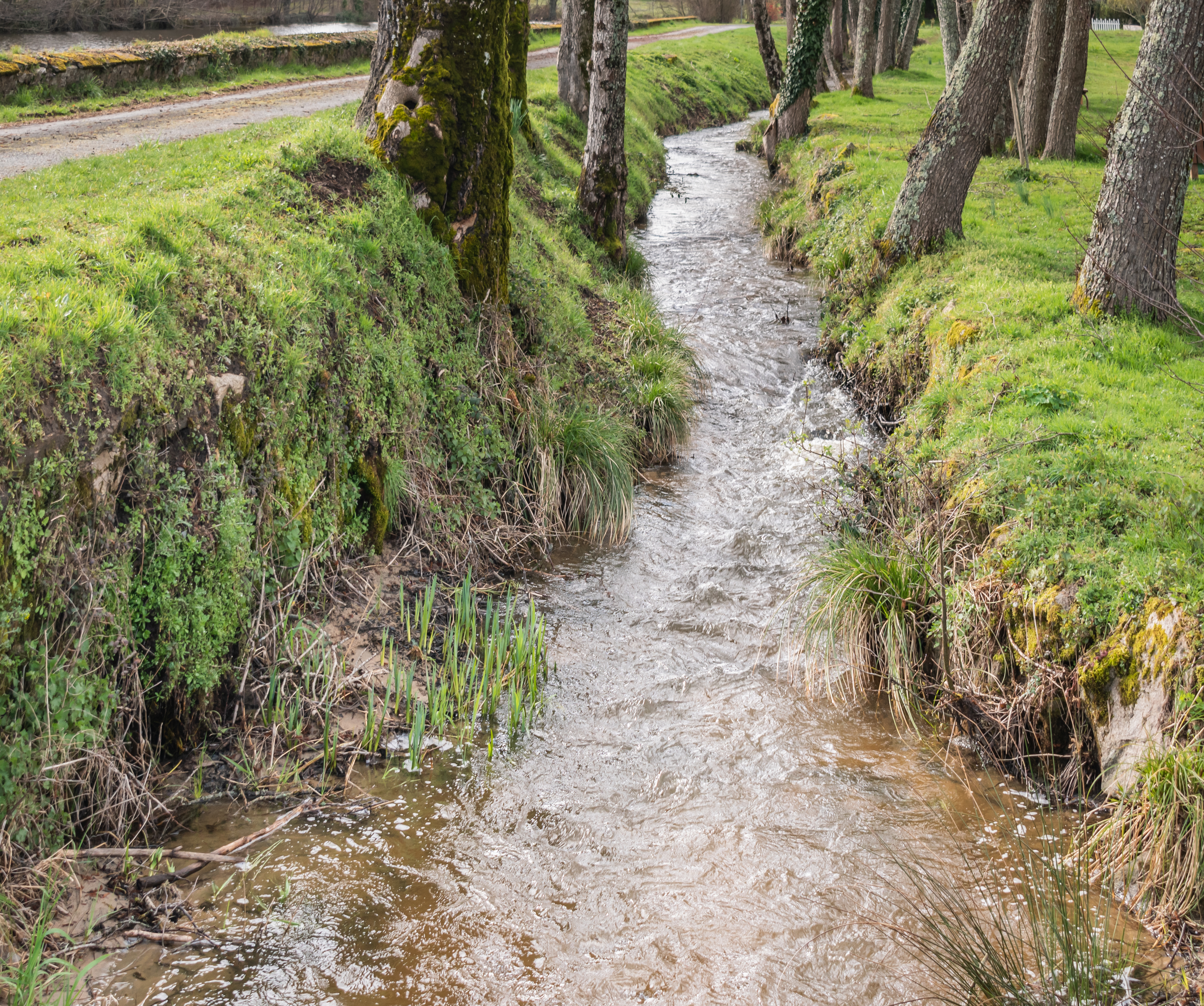
L'Artonnet
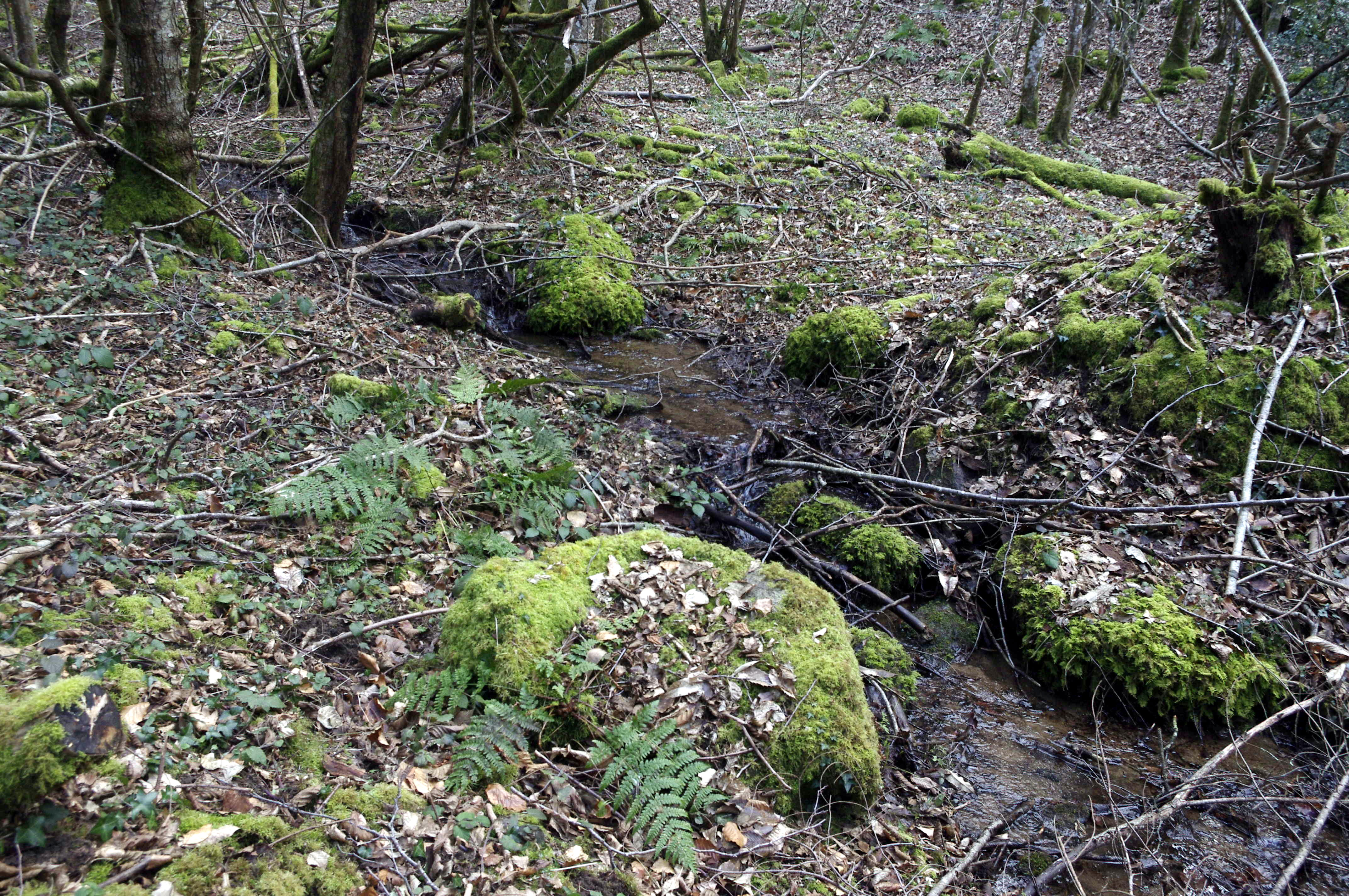
Le ruisseau des Cars.

### Climat
Pour des articles plus généraux, voir Climat de la Nouvelle-Aquitaine et Climat de la Haute-Vienne.
Historiquement, la commune est exposée à un climat océanique limousin.  
En 2020, Météo-France publie une typologie des climats de la France métropolitaine dans laquelle la commune est exposée à un climat océanique altéré et est dans la région climatique Ouest et nord-ouest du Massif Central, caractérisée par une pluviométrie annuelle de 900 à 1 500 mm, maximale en automne et en hiver.
Pour la période 1971-2000, la température annuelle moyenne est de 11,2 °C, avec une amplitude thermique annuelle de 14,6 °C. Le cumul annuel moyen de précipitations est de 1 144 mm, avec 12,8 jours de précipitations en janvier et 8 jours en juillet. Pour la période 1991-2020, la température moyenne annuelle observée sur la station météorologique la plus proche, située sur la commune de Châlus à 8 km à vol d'oiseau, est de 11,8 °C et le cumul annuel moyen de précipitations est de 1 159,6 mm,. Pour l'avenir, les paramètres climatiques de la commune estimés pour 2050 selon différents scénarios d’émission de gaz à effet de serre sont consultables sur un site dédié publié par Météo-France en novembre 2022.

## Urbanisme

### Typologie
Au 1er janvier 2024, Les Cars sont catégorisés commune rurale à habitat dispersé, selon la nouvelle grille communale de densité à sept niveaux définie par l'Insee en 2022.
Elle est située hors unité urbaine. Par ailleurs la commune fait partie de l'aire d'attraction de Limoges, dont elle est une commune de la couronne,. Cette aire, qui regroupe 127 communes, est catégorisée dans les aires de 200 000 à moins de 700 000 habitants,.

### Occupation des sols

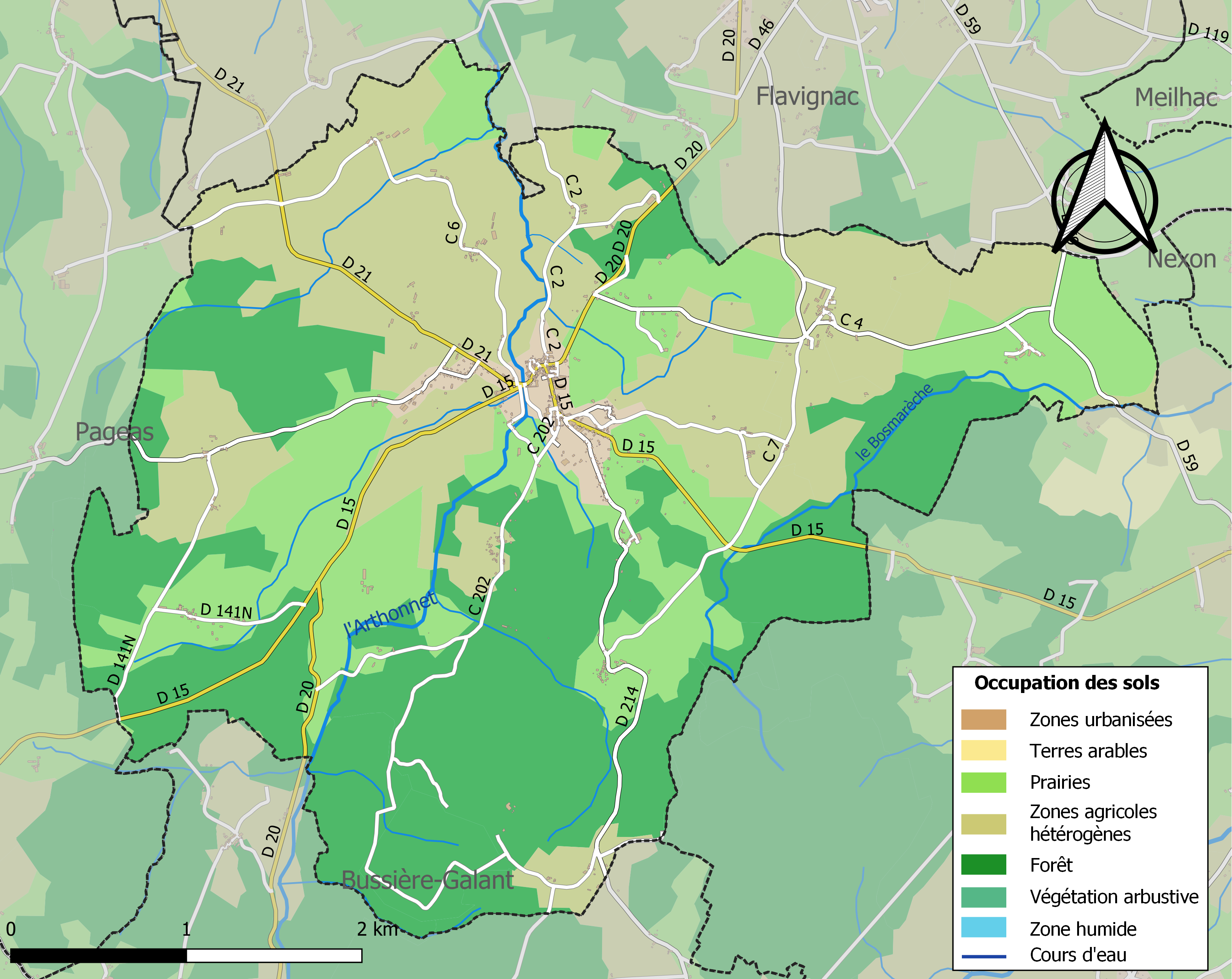
Carte des infrastructures et de l'occupation des sols de la commune en 2018 (CLC).

L'occupation des sols de la commune, telle qu'elle ressort de la base de données européenne d’occupation biophysique des sols Corine Land Cover (CLC), est marquée par l'importance des territoires agricoles (57,8 % en 2018), une proportion sensiblement équivalente à celle de 1990 (58,1 %). La répartition détaillée en 2018 est la suivante : 
forêts (39,7 %), zones agricoles hétérogènes (33,6 %), prairies (24,2 %), zones urbanisées (2,5 %). L'évolution de l’occupation des sols de la commune et de ses infrastructures peut être observée sur les différentes représentations cartographiques du territoire : la carte de Cassini (XVIIIe siècle), la carte d'état-major (1820-1866) et les cartes ou photos aériennes de l'IGN pour la période actuelle (1950 à aujourd'hui).

### Risques naturels et technologiques
Le territoire de la commune des Cars est vulnérable à différents aléas naturels : météorologiques (tempête, orage, neige, grand froid, canicule ou sécheresse) et séisme (sismicité faible). Il est également exposé à un risque particulier : le risque de radon. Un site publié par le BRGM permet d'évaluer simplement et rapidement les risques d'un bien localisé soit par son adresse soit par le numéro de sa parcelle.

### Habitat et logement
En 2018, le nombre total de logements dans la commune était de 354, alors qu'il était de 347 en 2013 et de 329 en 2008.
Parmi ces logements, 72,4 % étaient des résidences principales, 13,8 % des résidences secondaires et 13,8 % des logements vacants. Ces logements étaient pour 93,5 % d'entre eux des maisons individuelles et pour 6,2 % des appartements.
Le tableau ci-dessous présente la typologie des logements aux Cars en 2018 en comparaison avec celle de la Haute-Vienne et de la France entière. Une caractéristique marquante du parc de logements est ainsi une proportion de résidences secondaires et logements occasionnels (13,8 %) supérieure à celle du département (7,8 %) et à celle de la France entière (9,7 %). Concernant le statut d'occupation de ces logements, 80,9 % des habitants de la commune sont propriétaires de leur logement (76,4 % en 2013), contre 62,2 % pour la Haute-Vienne et 57,5 % pour la France entière.
| Typologie                                               | Les Cars | Haute-Vienne | France entière |
| ------------------------------------------------------- | -------- | ------------ | -------------- |
| Résidences principales (en %)                           | 72,4     | 82,5         | 82,1           |
| Résidences secondaires et logements occasionnels (en %) | 13,8     | 7,8          | 9,7            |
| Logements vacants (en %)                                | 13,8     | 9,7          | 8,2            |

#### Risques naturels

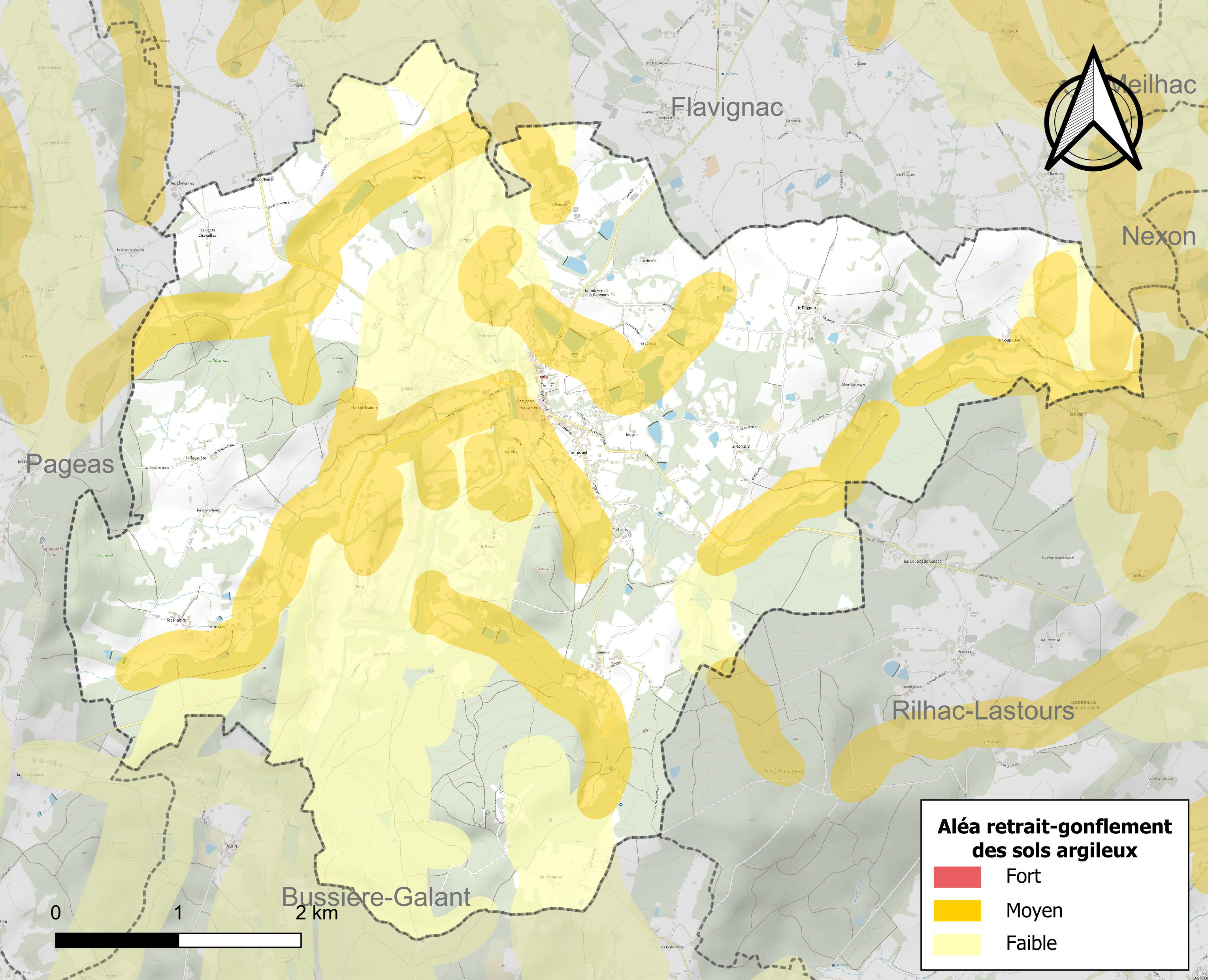
Carte des zones d'aléa retrait-gonflement des sols argileux des Cars.

Le retrait-gonflement des sols argileux est susceptible d'engendrer des dommages importants aux bâtiments en cas d’alternance de périodes de sécheresse et de pluie. 27,7 % de la superficie communale est en aléa moyen ou fort (27 % au niveau départemental et 48,5 % au niveau national métropolitain). Depuis le 1er octobre 2020, en application de la loi ÉLAN, différentes contraintes s'imposent aux vendeurs, maîtres d'ouvrages ou constructeurs de biens situés dans une zone classée en aléa moyen ou fort,.
La commune a été reconnue en état de catastrophe naturelle au titre des dommages causés par les inondations et coulées de boue survenues en 1982 et 1999 et par des mouvements de terrain en 1999.

#### Risque particulier
Dans plusieurs parties du territoire national, le radon, accumulé dans certains logements ou autres locaux, peut constituer une source significative d’exposition de la population aux rayonnements ionisants. Selon la classification de 2018, la commune des Cars est classée en zone 3, à savoir zone à potentiel radon significatif.

## Toponymie
La localité est dénommée Los Cars en occitan.

## Histoire

### Moyen Âge
À la fin du XIe siècle, Ramnulphe de Lastours, donne à l'abbaye Saint-Martial de Limoges, la villa de Quadris, (village des Cars), situé dans la partie boisée de la vaste paroisse de Flavignac. Le village paraît déjà doté d'une chapelle Sainte-Marie-Madeleine. L'abbaye y fonde rapidement un prieuré formellement attesté dès les premières années du XIIe siècle.
Vers 1280 s'éteint la famille de Flavignac inféodée aux Lastours depuis le XIe siècle. C'est sans doute ce qui favorise l'apparition et le développement de la seigneurie des Cars. Ce nouveau fief, d'abord aux mains de la famille de Barry, puis de la famille de Pérusse dès le milieu du XIVe siècle, paraît formée au début principalement de territoires de l'ancienne paroisse de Flavignac (communes actuelles de Flavignac et Les Cars). Progressivement, les nouveaux seigneurs émancipent des Lastours (ils finissent même par racheter la seigneurie de Lastours (commune de Rilhac-Lastours). Rapidement, également, les Pérusse prennent  le nom de Pérusse des Cars, parfois écrit Pérusse d'Escars, à partir de la Renaissance.

### Temps modernes
Le château, qui n'est probablement au début qu'une simple maison forte, à quelques centaines de mètres du prieuré de Saint-Martial, est progressivement reconstruit pour devenir une véritable résidence. Geoffroy de Pérusse des Cars (mort en 1534), conseiller-chambellan du roi de Navarre semble avoir considérablement amélioré et enrichi le monument lors de la Première Renaissance. Le site fut ensuite fortifié, lors des guerres de Religion.

### Révolution française et Empire
Le château est pillé et détruit en 1798

### Époque contemporaine
L'émetteur de télévision des Cars est édifié en 1959 et entre en fonction le 30 décembre.

## Politique et administration

### Rattachements administratifs et électoraux

#### Rattachements administratifs
La commune se trouve depuis 1926 dans l'arrondissement de Limoges du département de la Haute-Vienne.
Elle faisait partie depuis 1793 du canton de Châlus. Dans le cadre du redécoupage cantonal de 2014 en France, cette circonscription administrative territoriale a disparu, et le canton n'est plus qu'une circonscription électorale.

#### Rattachements électoraux
Pour les élections départementales, la commune fait partie depuis 2014 du canton de Saint-Yrieix-la-Perche
Pour l'élection des députés, elle fait partie de la deuxième circonscription de la Haute-Vienne.

### Intercommunalité
Les Cars étaient membre de la communauté de communes des monts de Châlus, un établissement public de coopération intercommunale (EPCI) à fiscalité propre créé en 2001 et auquel la commune avait transféré un certain nombre de ses compétences, dans les conditions déterminées par le code général des collectivités territoriales.
Dans le cadre des dispositions de la loi portant nouvelle organisation territoriale de la République du 7 août 2015, qui prévoit que les établissements publics de coopération intercommunale (EPCI) à fiscalité propre doivent normalement avoir un minimum de 15 000 habitants, cette intercommunalité a fusionné avec sa voisine pour former, le 1er janvier 2017, la communauté de communes Pays de Nexon-Monts de Châlus, dont est désormais membre la commune.

### Liste des maires
| Période                                  | Période                    | Identité              | Étiquette | Qualité |
| ---------------------------------------- | -------------------------- | --------------------- | --------- | --- |
| Les données manquantes sont à compléter. |                            |                       |           | |
|                                          |                            |                       |           | |
| mars 1983                                | décembre 2006              | Michel Guignard       | PCF       | Enseignant Mort en fonction |
| décembre 2006                            | juillet 2022               | Stéphane Delautrette, | PS        | Ingénieur à l’Ademe Conseiller départemental (2015 → 2022) Vice-président du conseil départemental de la Haute-Vienne (2017 → 2022) Président de la CC Communauté de communes Pays de Nexon-Monts de Châlus (2017 → 2022) Vice-président PNR Périgord Limousin (2021 → 2022) Président de l'Association des Maires de Haute-Vienne (2020 → 2022) Député de la Haute-Vienne (2e circ.) (2022 → ) Démissionnaire à la suite de son élection comme député |
| juillet 2022                             | En cours (au 30 mars 2023) | Florence Bélair       | PS        | Référente autonomie au conseil départemental de Haute-Vienne |

### Distinctions et labels
Dans son palmarès 2024, le Conseil national de villes et villages fleuris de France a attribué une fleur à la commune.

## Démographie
L'évolution du nombre d'habitants est connue à travers les recensements de la population effectués dans la commune depuis 1793. Pour les communes de moins de 10 000 habitants, une enquête de recensement portant sur toute la population est réalisée tous les cinq ans, les populations de référence des années intermédiaires étant quant à elles estimées par interpolation ou extrapolation. Pour la commune, le premier recensement exhaustif entrant dans le cadre du nouveau dispositif a été réalisé en 2004.

En 2022, la commune comptait 618 habitants, en évolution de −1,9 % par rapport à 2016 (Haute-Vienne : −0,68 %, France hors Mayotte : +2,11 %).
| 1793 | 1800 | 1806 | 1821 | 1831 | 1836 | 1841 | 1846 | 1851 |
| ---- | ---- | ---- | ---- | ---- | ---- | ---- | ---- | ---- |
| 686  | 841  | 771  | 904  | 857  | 886  | 896  | 945  | 972  |

| 1856 | 1861 | 1866 | 1872 | 1876 | 1881 | 1886 | 1891 | 1896 |
| ---- | ---- | ---- | ---- | ---- | ---- | ---- | ---- | ---- |
| 840  | 856  | 844  | 804  | 832  | 786  | 817  | 855  | 863  |

| 1901 | 1906 | 1911 | 1921 | 1926 | 1931 | 1936 | 1946 | 1954 |
| ---- | ---- | ---- | ---- | ---- | ---- | ---- | ---- | ---- |
| 879  | 883  | 888  | 759  | 755  | 680  | 697  | 636  | 573  |

| 1962 | 1968 | 1975 | 1982 | 1990 | 1999 | 2004 | 2006 | 2009 |
| ---- | ---- | ---- | ---- | ---- | ---- | ---- | ---- | ---- |
| 582  | 571  | 627  | 586  | 551  | 583  | 615  | 627  | 590  |

| 2014 | 2019 | 2022 | - | - | - | - | - | - |
| ---- | ---- | ---- | - | - | - | - | - | - |
| 628  | 629  | 618  | - | - | - | - | - | - |

## Économie
L'usine des chaussettes Broussaud se trouve aux Cars depuis sa création en 1938.

## Culture et patrimoine

### Sites et monuments

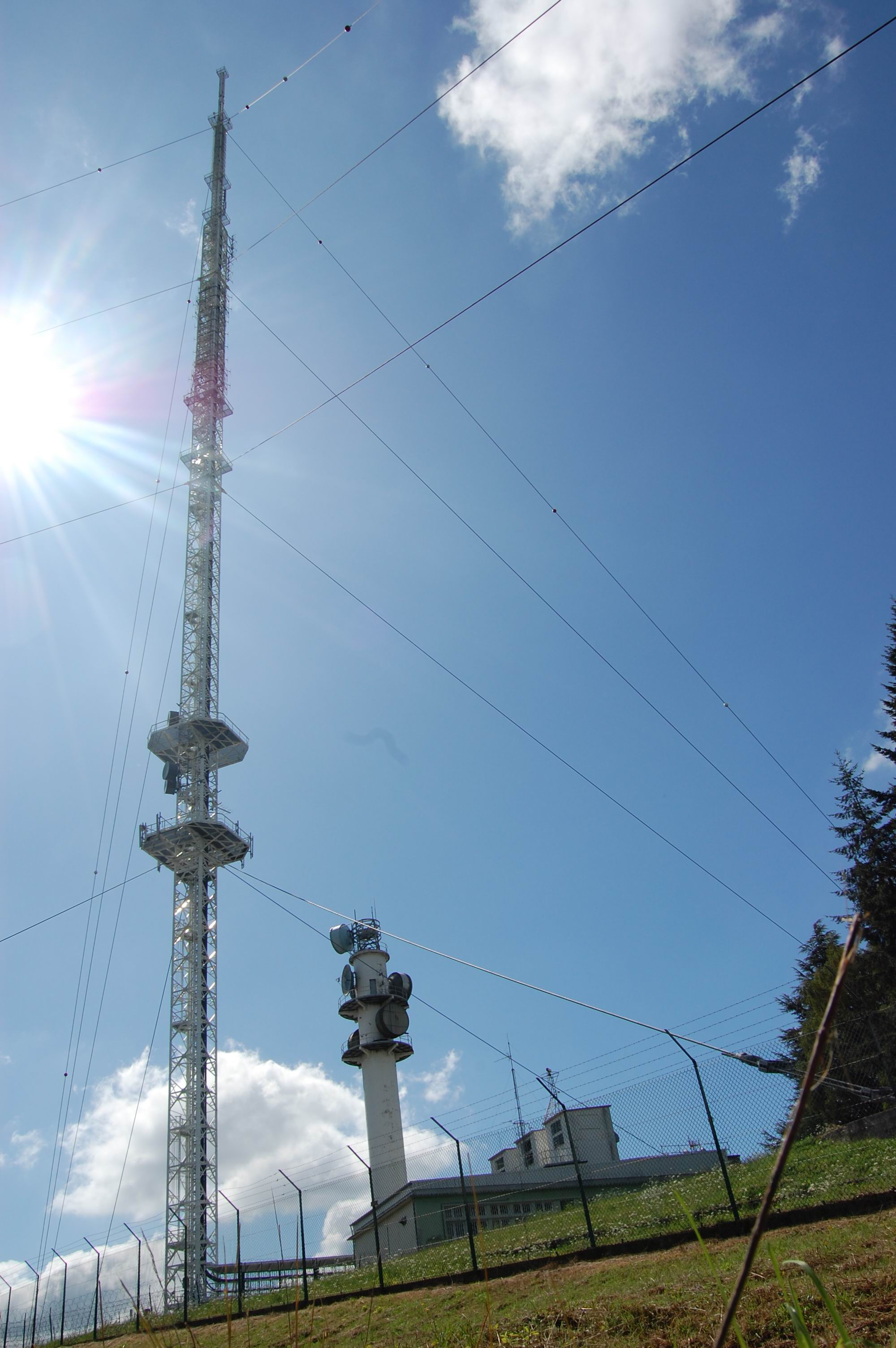
Antenne des Cars.

- Les ruines du château des Cars[30] (XVIe siècle) :
Ce sont les derniers vestiges d'un château Renaissance détruit à la Révolution française. Une exposition permanente regroupe, dans sa salle lapidaire, les éléments sculptés qui ornaient le chateau[31].
- Église paroissiale de la Nativité-de-la-Très-Sainte-Vierge : 
Le trésor de l'église comprend une croix-reliquaire à double traverse en forme de fleur de lys[32], composée d’argent partiellement doré et de pierreries de diverses couleurs (rubis, émeraude et améthyste). La croix date du XIIIe siècle, et a été montée sur un pied fabriqué entre 1613 et 1622, portant les armes du comte Charles Pérusse des Cars et celles de son épouse Anne de Bessey. Le trésor inclut aussi un reliquaire de la Vraie-Croix[33] : en 1905, à la suite de la loi de séparation de l’Église et de l’État, les paroissiens inquiets de voir la croix du XIIIe siècle et la relique qu'elle abritait devenir propriétés communales, firent réaliser un nouveau reliquaire qui fut enrichi de nombreux bijoux offerts par les habitants. Il renferme aujourd’hui la relique.
- Le hameau de Saumur et ses vestiges d'un prieuré de l'Ordre de Grandmont : 
Ce petit monastère, aussi appelé une celle fut fondé vers 1165[34].
- Émetteur de FM et de télévision : 
Tour hertzienne d'une hauteur de 200 mètres[35].

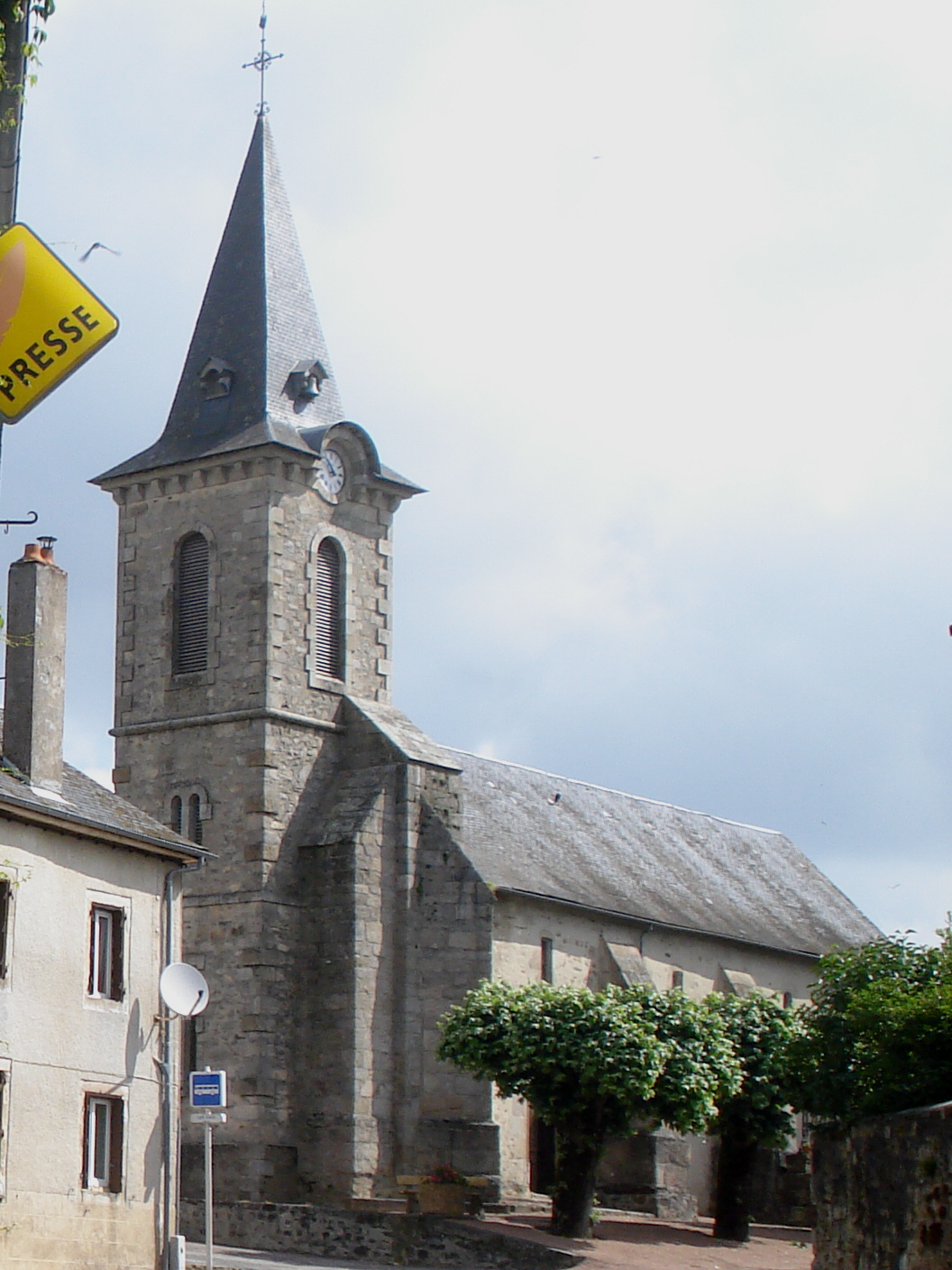
L'église...
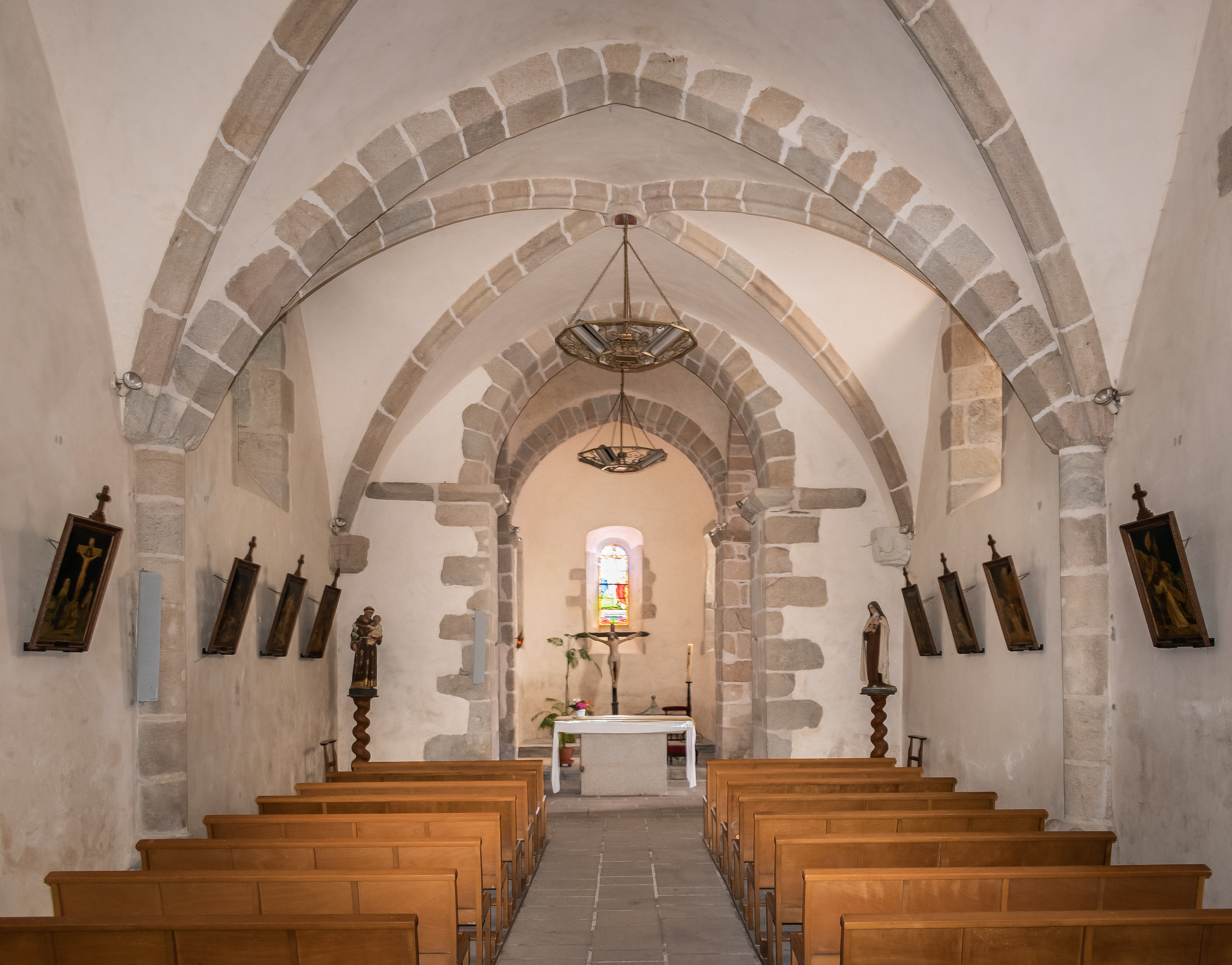
...et sa nef.
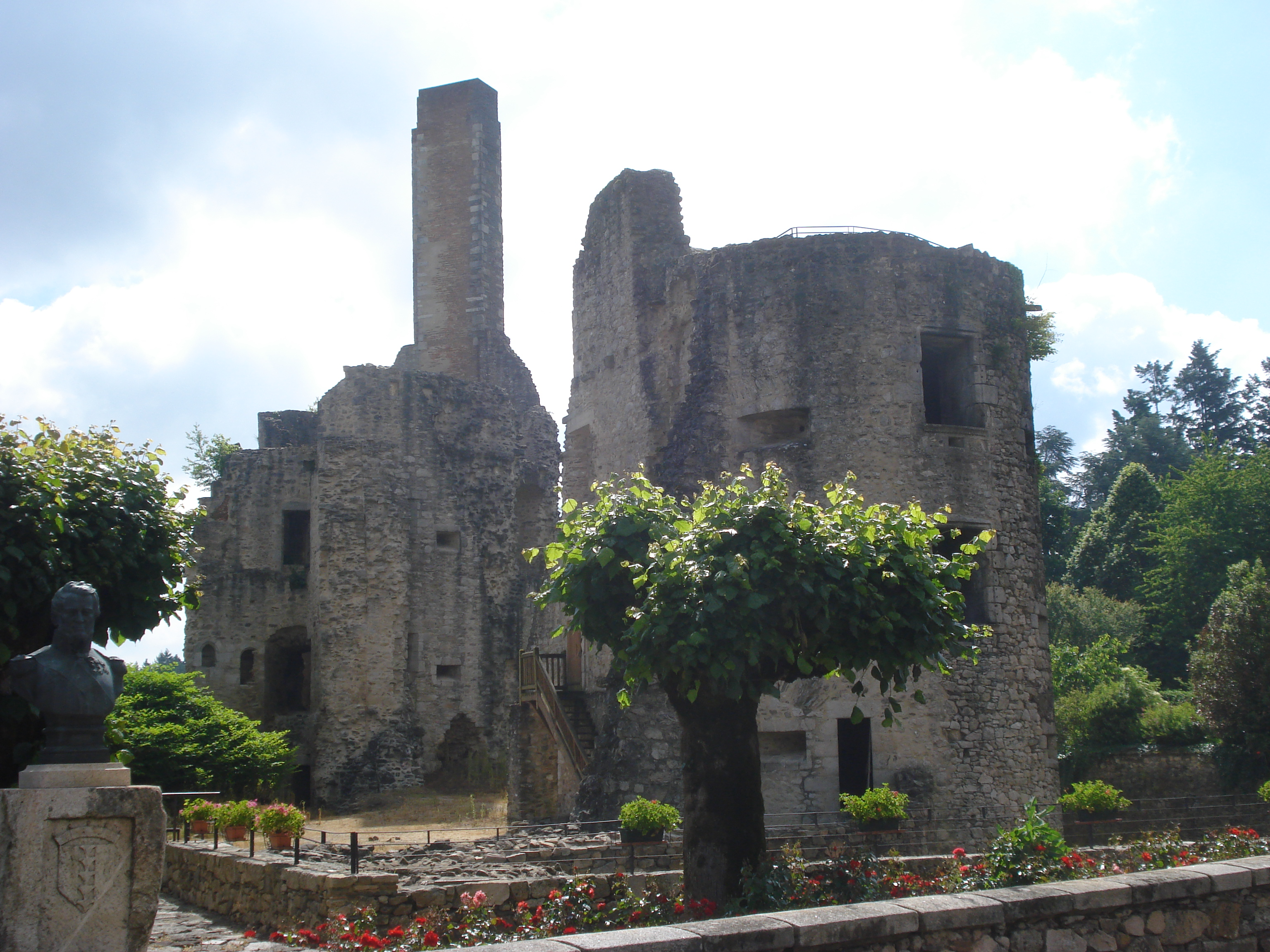
Ruines du château.
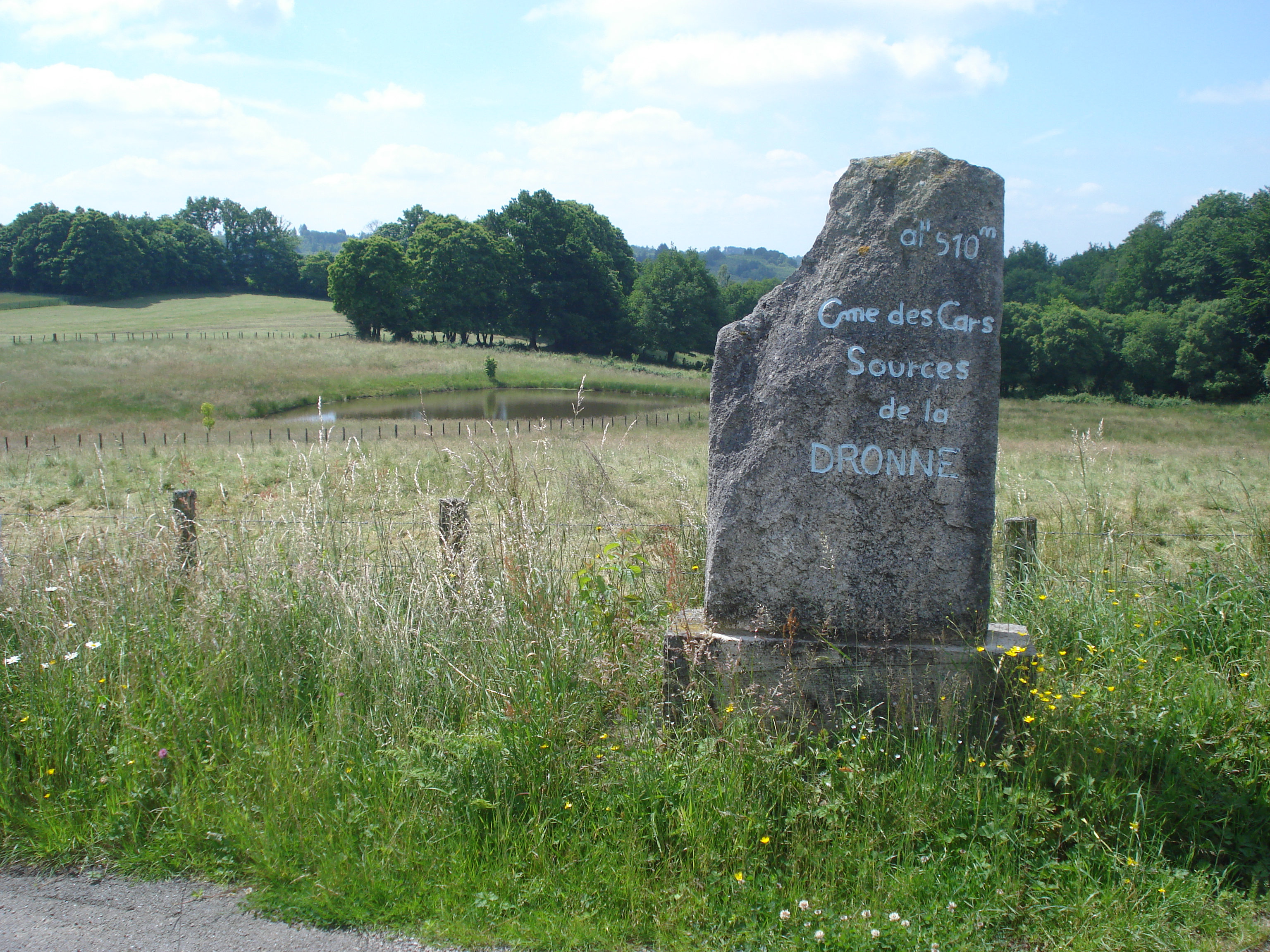
Monument des sources de la Dronne.
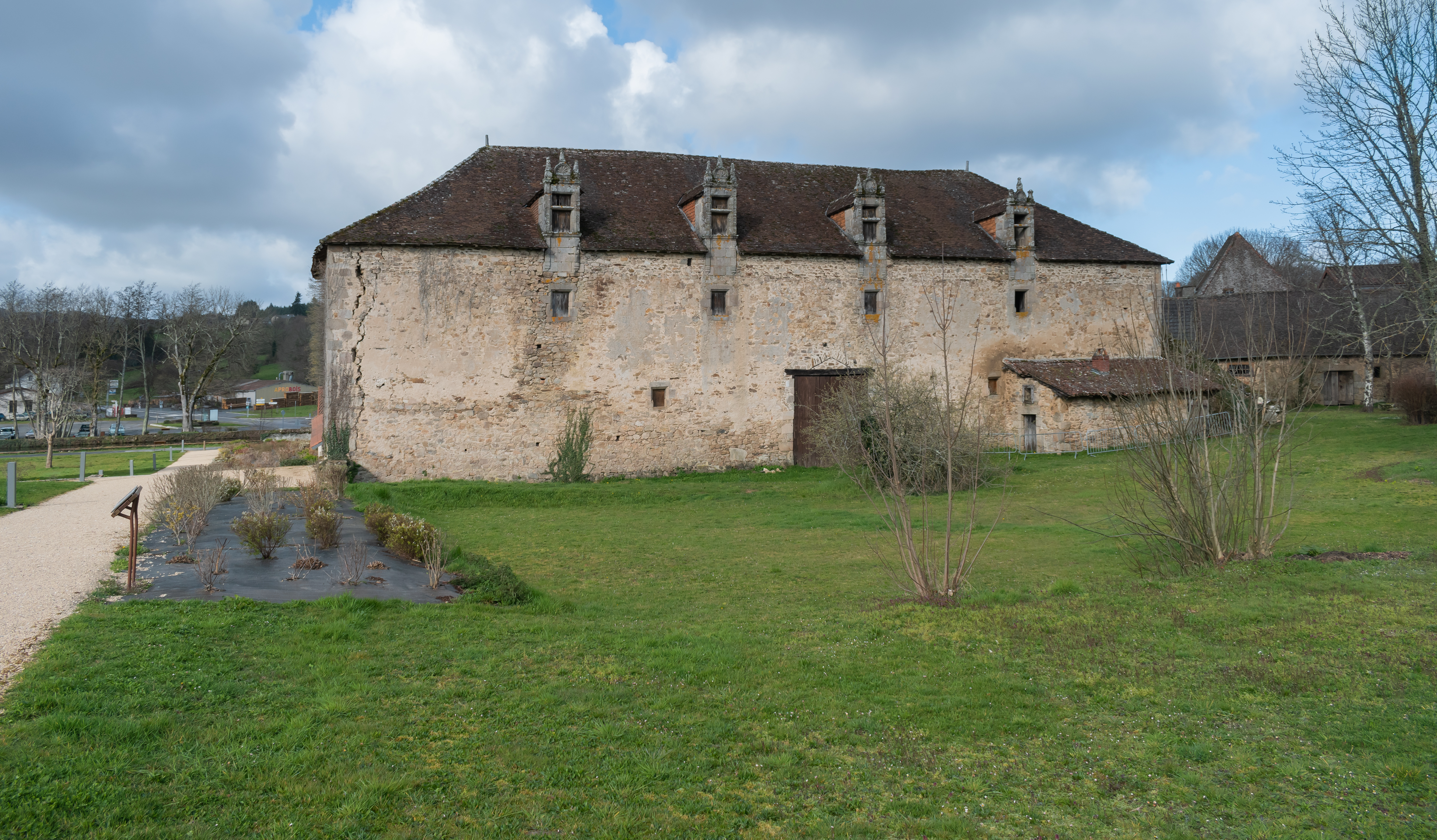
Ancienne grange.
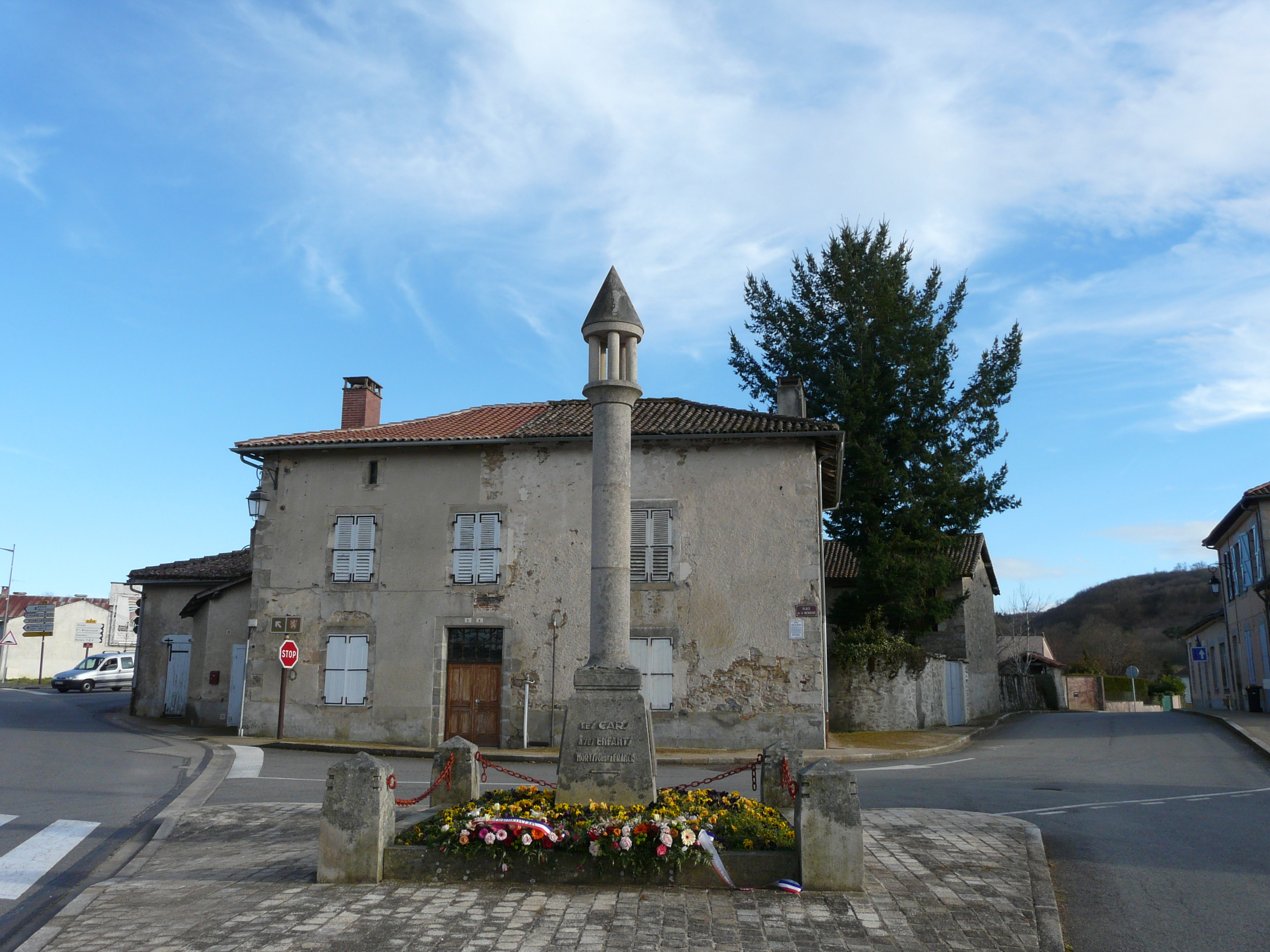
Monument aux morts.

### Personnalités liées à la commune
- voir Maison de Pérusse des Cars - Guy des Cars, écrivain
- François de Pérusse des Cars, Ier comte d'Escars en mars 1561, mort en 1595, est un capitaine français du XVIe siècle. Il est seigneur du lieu.
- Michel Bouchareissas (1932-2013), ancien secrétaire général du Comité national d'action laïque, ancien secrétaire national du Syndicat national des instituteurs, y est mort.
- Gilles Savary (1954- ), homme politique français dont le père est inhumé au cimetière communal.

### Héraldique
| Blason de Les Cars | Blason  | De gueules au pal de vair.                       |
| Blason de Les Cars | Détails | Le statut officiel du blason reste à déterminer. |

## Pour approfondir